# Servas (Gard)
Servas (okzitanisch: Servaç) ist eine französische Gemeinde mit 221 Einwohnern (Stand: 1. Januar 2022) im Département Gard in der Region Okzitanien. Die Gemeinde gehört zum Arrondissement Alès und ist Teil des Kantons Alès-2. Die Einwohner werden Servasiens genannt.

## Geographie
Servas liegt etwa neun Kilometer nordöstlich von Alès in den Cevennen. Umgeben wird Servas von den Nachbargemeinden Rousson im Norden und Nordwesten, Allègre-les-Fumades im Nordosten, Navacelles im Osten, Les Plans im Südosten, Mons im Süden sowie Salindres im Westen. 

## Bevölkerungsentwicklung
| Jahr                       | 1962 | 1968 | 1975 | 1982 | 1990 | 1999 | 2006 | 2017 |
| -------------------------- | ---- | ---- | ---- | ---- | ---- | ---- | ---- | ---- |
| Einwohner                  | 142  | 115  | 127  | 125  | 138  | 152  | 187  | 209  |
| Quellen: Cassini und INSEE |      |      |      |      |      |      |      |      |

## Sehenswürdigkeiten
- Kirche Saint-Jean-Baptiste